# 然別湖
然別湖（しかりべつこ）は、北海道十勝管内の鹿追町北部と上士幌町南西部にまたがる湖である。大雪山国立公園内にある。

## 概要
然別火山群の山々に囲まれるようにあり、この火山群を構成する西ヌプカウシヌプリ溶岩ドームと東ヌプカウシヌプリ溶岩ドームの成長とともにヤンベツ川が堰き止められて然別湖が形成された。いわゆる堰止湖である。

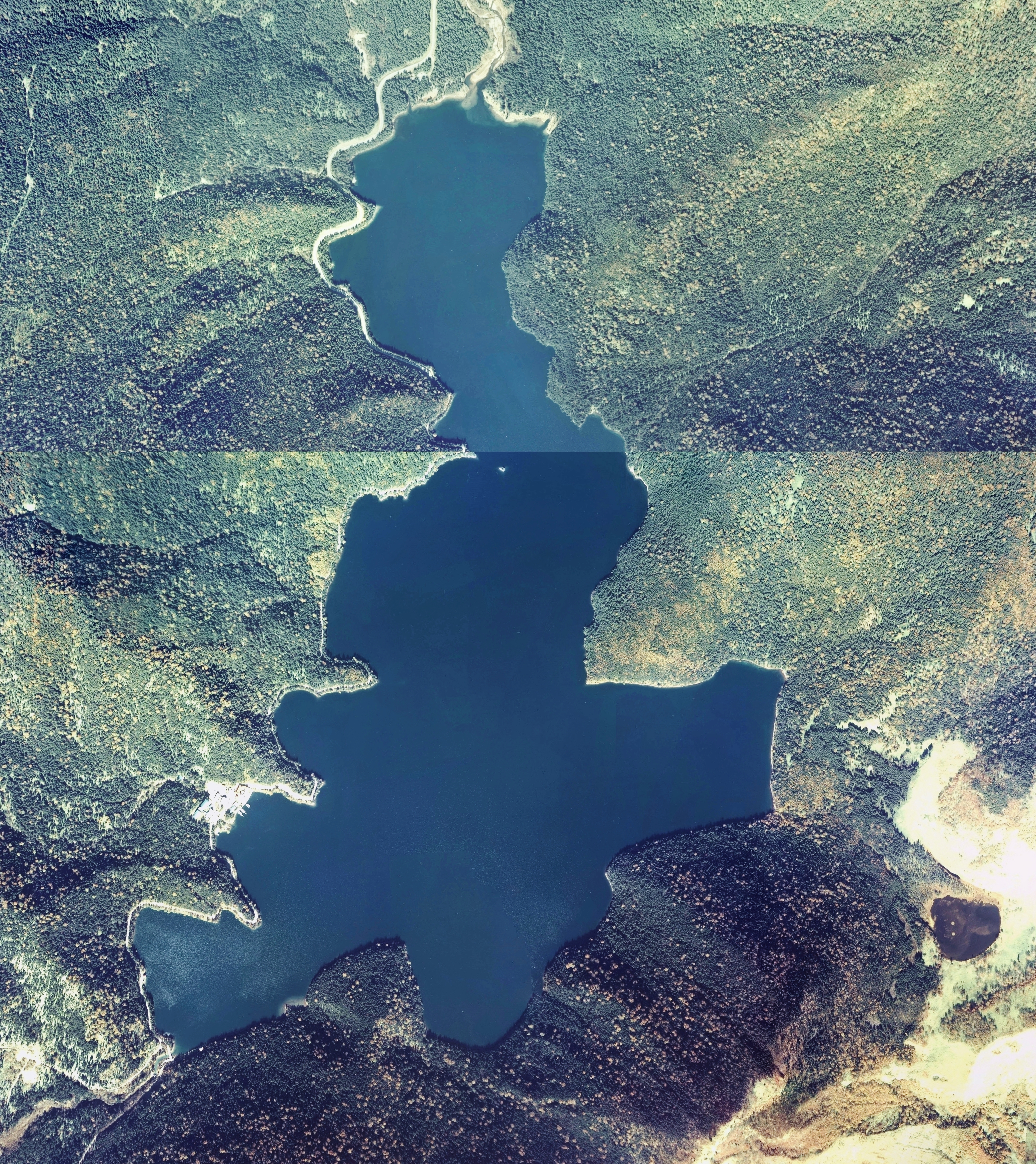
然別湖周辺の空中写真。
。

標高810mに位置し、北海道の湖では最も標高の高い場所にある。周囲は13.8km、最大深度は108mである。冬季間は結氷する。湖には、「弁天島」（べんてんじま）と呼ばれる小さな島があり、小さな鳥居が立っている。
流入河川は北東部から流れてくるヤンベツ川。流出河川は南西部から流れ出す然別川（トウマベツ川）である。然別湖の周辺には、東雲湖（しののめこ）と駒止湖（こまどめこ）という2つの小さな湖がある。東雲湖や駒止湖付近は、ナキウサギの棲息地域である。
周囲は、白雲山（1,187m）や、「くちびる山」と呼ばれている天望山（1,174m）などの東大雪山系の山々に囲まれている。
サケ科イワナ属の淡水魚で、この湖に陸封されることで固有種となったオショロコマの亜種（または別亜種）であるミヤベイワナ（北海道の天然記念物に指定）が生息している。ほかに、放流され自然繁殖したニジマス、サクラマス、ワカサギ、ウグイなどが生息している。定期的にウチダザリガニの駆除を行っている。また、夏季には大気が安定していることが多い高原状の地形であるため、気球イベントが行われる。

## 利水
- 発電用水
  - 流出河口（然別川）近傍に取水施設（取水口）があり、トンネル水路を経由して然別第一発電所へ送られ活用されている[5][6]。

## 温泉

然別湖畔温泉

湖の西岸に2軒の近代的な温泉ホテルが並ぶ然別湖畔温泉が、また、ヤンベツ川の上流には一軒宿の山田温泉がある。各宿泊施設では、然別湖に生息するミヤベイワナ（鹿追町内の民間養魚場で養殖されたもの）などを使った各種料理を夕食時に味わうことができる。そのうちの1軒では館内に3つの美術館があり、宿泊客以外でも自由に見学することができる。

## 観光・レジャー
然別湖周辺には国有林の然別自然休養林があり、国設然別湖北岸野営場や然別湖ネイチャーセンター（株式会社北海道ネイチャーセンター）がある。湖には遊覧船が就航しているが、その他のエンジン付きボートなどの運航は禁じられている。
冬季には、然別湖氷上コタンまつりが開催され、雪と氷を使ってアラスカのイヌイット達の家をモチーフにしたオリジナルの構造物『イグルー』が作られる。内部に作られた氷上露天風呂などが観光客の人気を集めている。
2005年から鹿追町役場とNPO北海道ツーリズム協会が共同で、グレートフィッシングin然別湖と称し特別解禁をおこなっている。釣りに関する厳しいレギュレーション（規則）を整備して、1年に2度（6月上旬〜7月上旬）、（9月下旬〜10月上旬）に、期間と人数（1日50名）を限定しキャッチアンドリリースでミヤベイワナを釣ることができる。

## 交通
根室本線・石勝線の新得駅から北海道拓殖バスの然別湖畔行き利用。鹿追営業所経由で約70分、終点下車。また、根室本線帯広駅からも同じく北海道拓殖バスの然別湖畔行き（音更町役場前・鹿追営業所経由）が出ている。
なお、鹿追町の瓜幕（うりまく）地区から然別湖畔を経て上士幌町のぬかびら温泉地区を結ぶ北海道道85号鹿追糠平線のうち、然別湖畔温泉より先の山田温泉付近から幌鹿峠（ほろしかとうげ）を経てぬかびら温泉までの間の区間は、冬季間は通行止めとなる。なお、山田温泉-ぬかびら源泉郷間（通称パールライン）は平成28年台風第10号等による災害復旧に時間を要したため、平成28年8月より通期通行止めだったが平成31年4月復旧作業が終了し開通した。

## ギャラリー

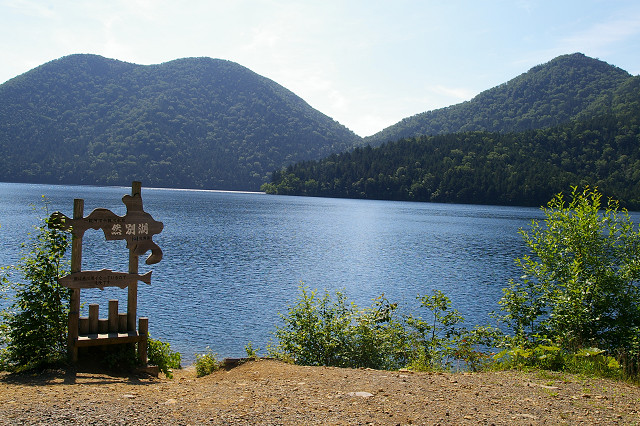
然別湖畔、奥の山は然別火山群の天望山溶岩ドーム（左）と白雲山溶岩ドーム（右）
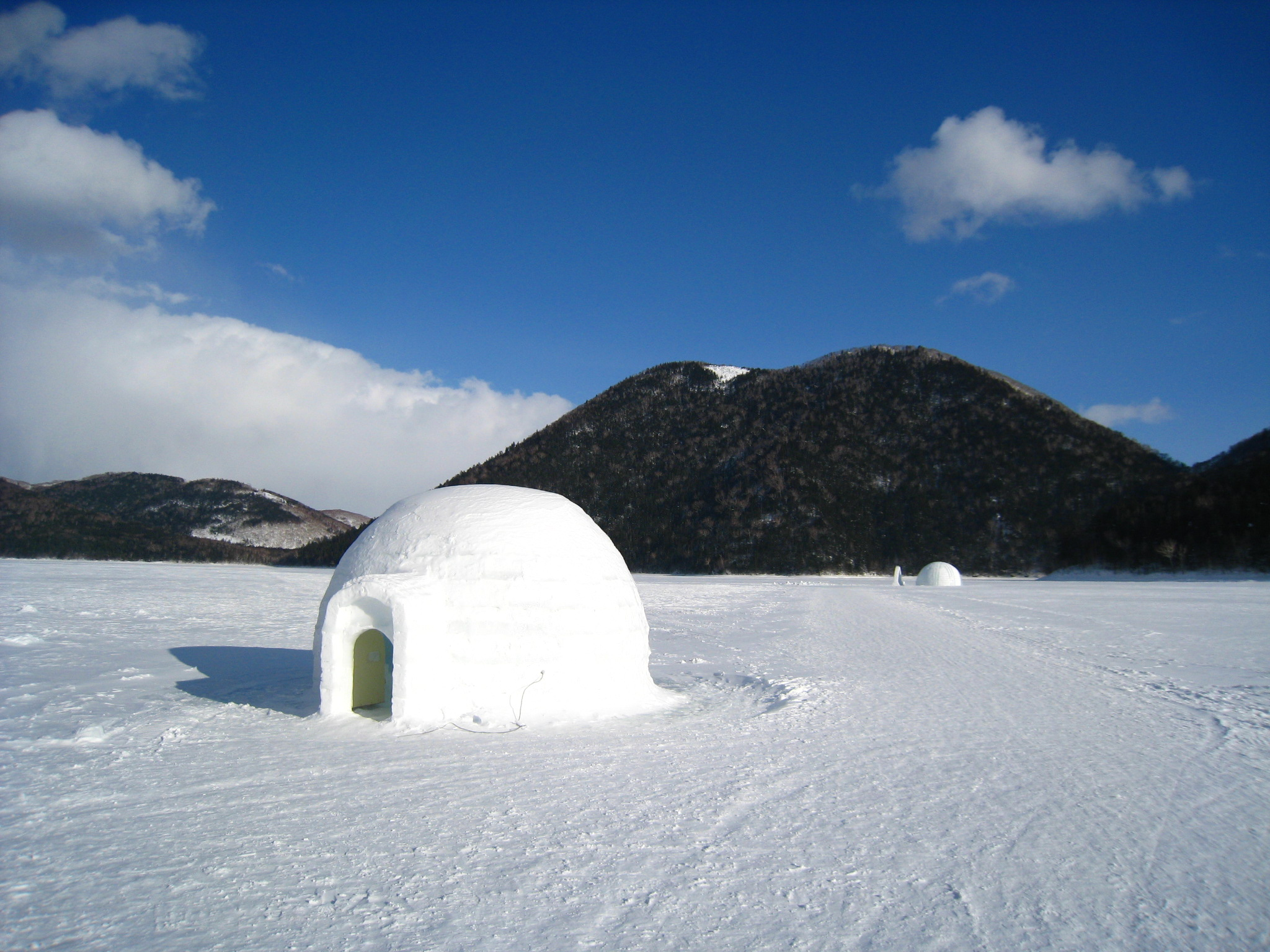
冬の然別湖。湖上にイグルー。後は天望山溶岩ドーム
然別湖の東端部から西を望む
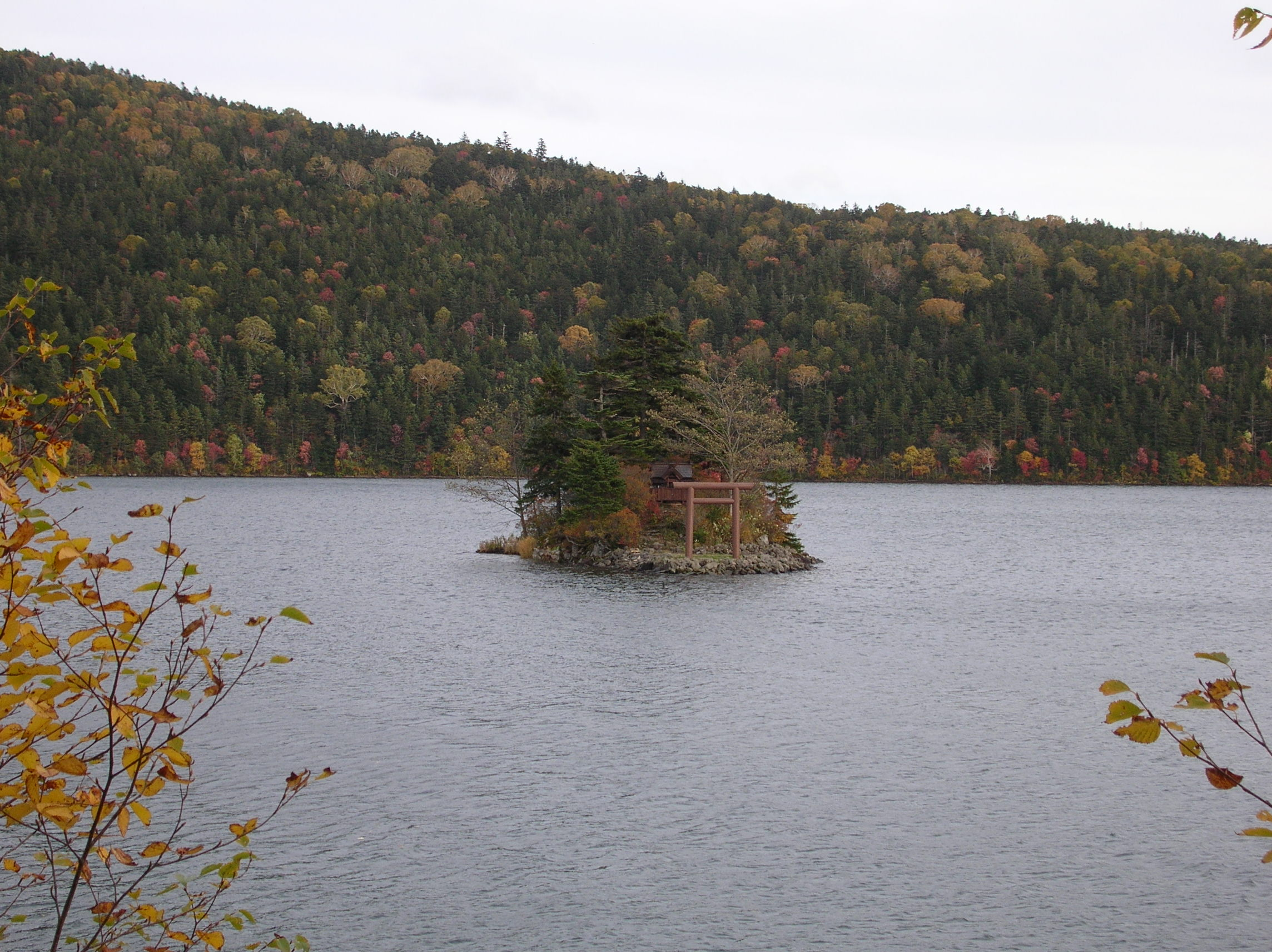
弁天島
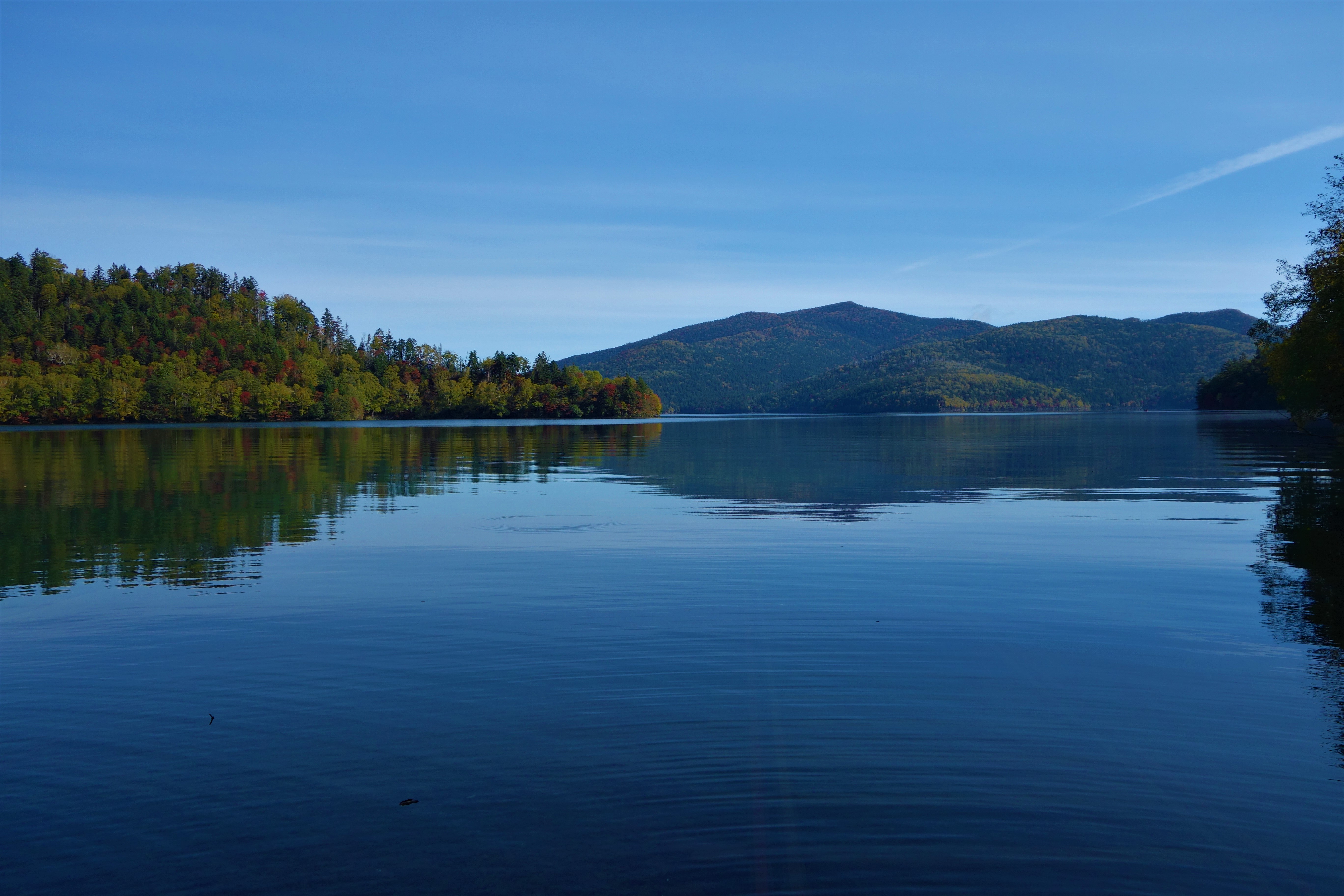
白雲山登山口の湖底線路から然別湖
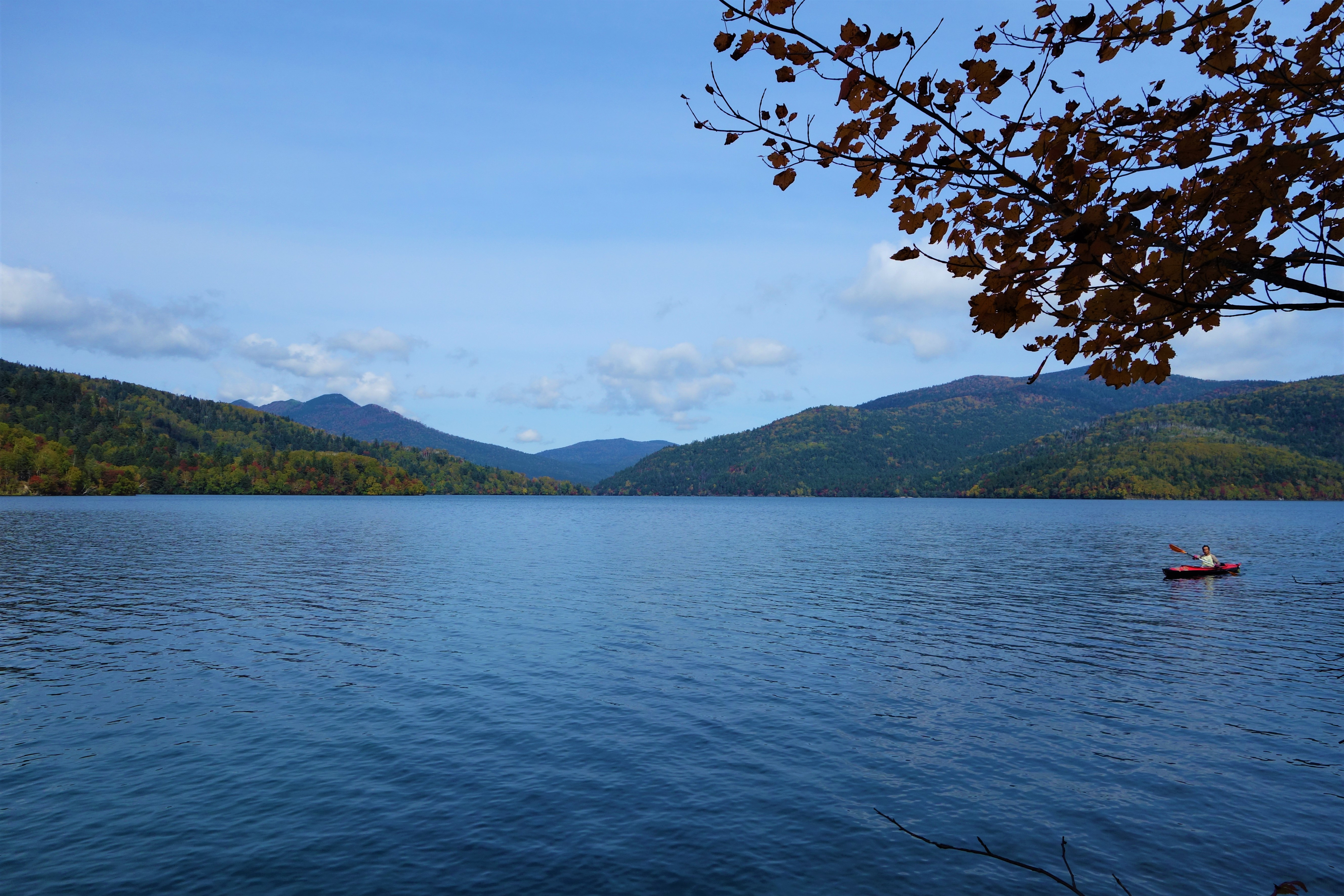
然別湖沿いの登山道から